# إجمالي تكوين رأس المال الثابت

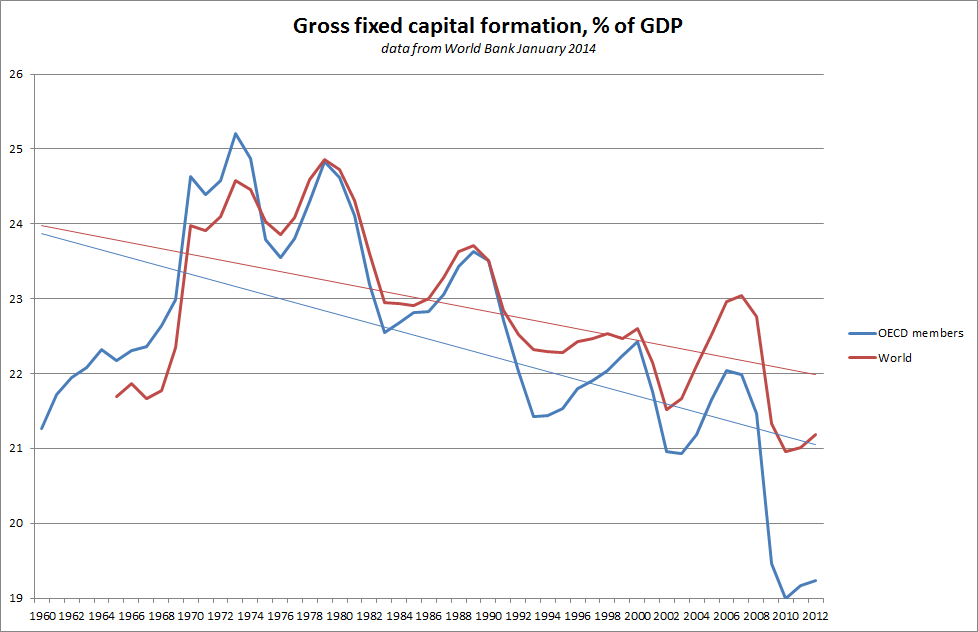

يعد إجمالي تكوين رأس المال الثابت مفهومًا في الاقتصاد الكلي يُستخدم في الحسابات القومية الرسمية مثل نظام الأمم المتحدة للحسابات القومية، وحسابات الدخل القومي والناتج، والنظام الأوروبي للحسابات. يرجع هذا المفهوم إلى دراسات المكتب القومي للأبحاث الاقتصادية التي أجراها سيمون كوزنتس حول تكوين رأس المال في ثلاثينيات القرن العشرين، واعتُمدت تدابير موحدة في هذا الصدد في خمسينيات القرن العشرين. من الناحية الإحصائية، يقيس المفهوم قيمة حيازة قطاع الأعمال والحكومات والأسر المعيشية «العفيفة» للأصول الثابتة الجديدة أو القائمة (باستثناء مشاريعها غير المساهمة) مطروحًا منها الأصول الثابتة المتصرف فيها. يشكل المفهوم عنصرًا من عناصر الإنفاق على الناتج المحلي الإجمالي، وبالتالي يظهر شيئًا عن حجم القيمة المضافة الجديدة في الاقتصاد المستثمرة وليس المستهلكة.
يُطلق على إجمالي تكوين رأس المال الثابت اسم «الإجمالي» لأن هذا المقياس لا يُدخل أي تعديلات لخصم استهلاك رأس المال الثابت (استهلاك الأصول الثابتة) من الأرقام المتعلقة بالاستثمار. لتحليل تطور رصيد رأس المال الإنتاجي، من المهم قياس قيمة الحيازات مطروحًا منها الأصوال الثابتة المتصرف فيها بما لا يمكن الاستعاضة عنه بالأصول القائمة التي تقادمت بسبب الاستهلاك العادي. يشمل «صافي الاستثمار الثابت» إهلاك الأصول الموجودة من أرقام الاستثمار الثابت الجديد، ويسمى صافي تكوين رأس المال الثابت.
لا يشكل إجمالي تكوين رأس المال الثابت مقياسًا لإجمالي الاستثمار، وذلك لأن قيمة الإضافات الصافية إلى الأصول الثابتة هي وحدها التي تُقاس، وتُستبعد كافة أنواع الأصول المالية، فضلًا عن مخزونات المخازن وغير ذلك من تكاليف التشغيل (وهذه الأخيرة متضمنة في الاستهلاك الوسيط). على سبيل المثال، إذا دُرست الميزانية العمومية لشركة ما، فمن السهل ملاحظة أن الأصول الثابتة تشكل مكونًا واحدًا فقط من إجمالي النفقات الرأسمالية السنوية.
يعد أهم استثناء في إجمالي تكوين رأس المال الثابت هو مبيعات الأراضي ومشترياتها. يتمثل السبب الأصلي، مع استبعاد مشاكل التقييم المعقدة التي تنطوي عليها عمليات تقدير قيمة الأرض بطريقة قياسية، في أنه إذا بيعت قطعة من الأرض، فإن مجموع مساحة الأرض الموجودة، لا يعتبر متزايدًا بذلك، بل ما يحدث هو أن ملكية الأرض نفسها تتغير. لذلك، فإن قيمة تطوير الأراضي وحدها متضمنة في مقياس إجمالي تكوين رأس المال الثابت كإضافة صافية للثروة. في حالات خاصة، مثل استصلاح الأراضي البحرية من البحر أو النهر أو البحيرة (أي أرض مستصلحة من البحر)، يمكن بالفعل إنشاء أراض جديدة وبيعها حيثما لم تكن موجودة من قبل، ما يضيف إلى الأصول الثابتة. ينطبق مقياس إجمالي تكوين رأس المال الثابت دائمًا على المؤسسات المقيمة في إقليم وطني، وهكذا إذا حدث استكشاف للنفط مثلًا في البحار المفتوحة، فإن الاستثمار الثابت الجديد المرتبط به يخصَص للإقليم الوطني الذي تقيم فيه المشاريع ذات الصلة.
عادةً ما تقدَم البيانات من قبل الوكالات الإحصائية سنويَا وربع سنوي، ولكن في غضون فترة زمنية معينة فقط. غالبًا ما تُعتبر التقلبات في هذا المؤشر أنها تظهر شيئًا عن النشاط التجاري المستقبلي والثقة التجارية ونمط النمو الاقتصادي. في أوقات الارتياب الاقتصادي أو الركود، سينخفض الاستثمار التجاري في الأصول الثابتة عادةً، وذلك لأنه يربط رأس المال الإضافي لفترة أطول من الوقت، مع وجود خطر ألا يؤتي ثماره (وبالتالي فقد تُتلف الأصول الثابتة بسرعة أكبر). على النقيض من ذلك، في أوقات النمو الاقتصادي القوي، سوف يزيد الاستثمار الثابت في مختلف أنحاء العالم، لأن التوسع الملحوظ في السوق يجعل من المرجح أن يكون مثل هذا الاستثمار مربحًا في المستقبل. تكون هذه القيمة المتبادلة في نهاية سنة لبلد ما.

## تعريف
تقدم منظومة الأمم المتحدة للحسابات القومية ونظام ميزان المدفوعات التابع لصندوق النقد الدولي تعاريف موحدة تفصيلية لمفهوم إجمالي تكوين رأس المال الثابت. تتشابه التعاريف التي يستخدمها كل من مكتب التحليل الاقتصادي في الولايات المتحدة لحسابات الدخل القومي والمنتجات وفي نظام الحسابات الأوروبي.
يعد إجمالي تكوين رأس المال الثابت قيمة تدفق. يقاس بمجموع قيمة حيازات المنتِج، مطروحًا منها الأصول الثابتة المتصرف فيها خلال فترة المحاسبة، بالإضافة إلى إضافات معينة إلى قيمة الأصول غير المنتجة (مثل أصول التربة الفرعية أو التحسينات الرئيسية في كمية الأرض أو نوعيتها أو إنتاجيتها) تتحقق من خلال النشاط الإنتاجي للوحدات المؤسسية. بهذه الطريقة، يشكل إجمالي تكوين رأس المال الثابت مقياسًا لإجمالي صافي الاستثمار (الحيازات مطروحًا منها الأصول المتصرف فيها) في الأصول الرأسمالية الثابتة من جانب المؤسسات والحكومة والأسر المعيشية في الاقتصاد المحلي، خلال فترة محاسبة مثل سنوية أو ربع سنوية:
- يُحصل على الأصول الثابتة من خلال عمليات الشراء، وتجارة المقايضة، تحويلات رأس المال العينية، والإيجار المالي، وتحسين الأصول الثابتة والنمو الطبيعي لتلك الأصول الطبيعية التي تنتج منتجات متكررة. تشتمل قيمة الاقتناء على ضرائب الاقتناء ورسوم وتكاليف تدابير «لجميعها» للاستثمار الثابت.
- يُتَصَرَّفُ في الأصول الثابتة عن طريق المبيعات وتجارة المقايضة والتحويلات الرأسمالية العينية. يستثني الأصول الثابتة المتصرف فيها استهلاك رأس المال الثابت والخسائر الاستثنائية الناجمة عن الكوارث الطبيعية.

تجدر الإشارة إلى أن الموجودات (الأصول) الثابتة في الحسابات القومية لها تغطية أوسع من الموجودات الثابتة في حسابات الأعمال. تعد الأصول الثابتة أصولًا تُنتج بشكل متكرر أو مستمر في عمليات الإنتاج لأكثر من عام واحد. يتألف مخزون الأصول الثابتة المنتجة من أصول ملموسة (مثل المباني السكنية وغير السكنية، والطرق، والجسور، والمطارات، والسكك الحديدية، والآلات، ومعدات النقل، ومعدات المكاتب، والكروم والبساتين، وتربية الماشية، والألبان، وحيوانات الجر، والأغنام وغيرها من الحيوانات التي تُربى من أجل صوفها). يدرج نظام الحسابات الأوروبي بشكل صريح الأصول غير الملموسة المنتجة (مثل التنقيب عن المعادن، وبرامج الكمبيوتر، والترفيه المحمي بحقوق التأليف والنشر، والمواد الأدبية والفنية) ضمن تعريف الأصول الثابتة.
يحدد نطاق الأصول الثابتة المضمنة في القياس الإحصائي بهدف استخدامها. تعد المركبة، على سبيل المثال، أصلًا ثابتًا، ولكن المركبات لا تدرج في إجمالي تكوين رأس المال الثابت إلا إذا استُخدمت فعلًا في أنشطة العمل، أي إذا كانت تقع ضمن نطاق «الإنتاج». لا يتضمن ذلك السيارة المخصصة للاستخدام الشخصي فقط. غير أنه ليس من السهل دائمًا تحديد الحدود، إذ يمكن استخدام المركبات للأغراض الشخصية ولأغراض العمل على حد سواء، وعادةً ما تطبق قاعدة تقليدية في تلك الحالة.
تُستبعد الأصول غير المنتجة (مثل الأراضي باستثناء قيمة تطوير الأراضي، وأصول التربة الفرعية، والمحميات المعدنية، والموارد الطبيعية مثل المياه، والغابات الأولية) من المقياس الرسمي لإجمالي تكوين رأس المال الثابت. لا يعد كل من أعمال الإصلاح العادية، وشراء المعدات المنزلية المتينة (مثل السيارات الخاصة والأثاث) والحيوانات التي تُربى من أجل لحومها، جزءًا من إجمالي تكوين رأس المال الثابت.
في صيغة نظام الأمم المتحدة للحسابات القومية لعام 1993، لم يسجَل اقتناء الأسلحة ضمن إجمالي تكوين رأس المال الثابت، بل بوصفه نفقات استهلاك نهائي واستهلاك وسيط. جرى استعراض تعريف الأصول الثابتة مع استكمال نظام الحسابات القومية الذي أدى إلى نظام الحسابات القومية لعام 2008. أعيد تصنيف النفقات على الأسلحة التي تفي بالتعريف العام للأصول باعتبارها ضمن إجمالي تكوين رأس المال الثابت.
يصعب أحيانًا رسم حدود إحصائية دقيقة بين تكوين رأس المال الثابت الإجمالي والاستهلاك الوسيط، بقدر ما يتعلق الإنفاق بالتغيرات في الأصول الثابتة المملوكة. في بعض الحالات، يمكن أن يشير هذا الإنفاق إلى استثمارات ثابتة جديدة، وفي حالات أخرى لا يمكن إلا أن يشير إلى تكاليف التشغيل المتصلة بصيانة الأصول الثابتة أو إصلاحها. أدرجت بعض البلدان التأمين على الأصول الثابتة كجزء من تكوين رأس المال الثابت الإجمالي.
يتصل التغيير الهام في حدود تكوين رأس المال الثابت الإجمالي في نظام الحسابات القومية لعام 2008 بمعالجة الإنفاق على البحث والتطوير. يُقال أن البحث والتطوير اللذين يقاسا بقيمة النفقات على العمل الخلاق المضطلع به على أساس منتظم من أجل زيادة مخزون المعارف، واستخدام هذا المخزون في ابتكار تطبيقات جديدة، ينبغي الاعتراف بهما كجزء من تكوين رأس المال الثابت الإجمالي. يعني هذا أن الإنفاق على البحث والتطوير يسجل باعتبارها إنتاجًا لأصل بدلًا من استهلاك وسيط، ما يخلف تأثيرًا يتمثل في زيادة الناتج المحلي الإجمالي. يركز قياس الناتج هذا على الأثر المباشر للبحث والتطوير فقط، ولا تؤخذ في الاعتبار الفوائد الخارجية للبحث والتطوير في قياس هذا الناتج. لا يزال نظام الحسابات القومية لعام 2008 يستبعد بشكل صريح رأس المال البشري كأصول.